# Finalità
Per finalità in filosofia si intende la meta a cui tende un particolare evento, o processo, diretto al compimento di un fine, o motivato da uno scopo predeterminato che soddisfi un bisogno proprio o altrui.
La finalità quindi è l'obiettivo di quell'azione che abbia il suo raggiungimento come termine ultimo, o lo consideri come la soddisfazione di un bisogno assunto quale spunto iniziale.
La finalità riguarda sia le azioni umane volontarie sia, secondo la psicologia animale, quelle istintuali che in alcuni animali superiori evidenziano l'utilizzo di oggetti come mezzi per il conseguimento di un fine.

## Finalità e finalismo
Quando il concetto di finalità viene ampliato oltre l'agire umano il termine utilizzato è quello di finalismo o di teleologia, che riguarda appunto la dottrina della finalità basata su principi trascendenti di natura divina, secondo cui nulla accade nell'universo senza un fine o una causa ad esso anteriore.
In tal senso si potrebbe distinguere dal finalismo la finalità, intendendo quest'ultima come il conseguimento di un fine vicino e circoscritto, mentre il primo concetto riguarderebbe il risultato lontano e ultimo determinato da più cause concomitanti.
Nell'ambito di una visione naturalista, Aristotele nella sua Fisica sostiene il finalismo (telos) in opposizione alla dottrina di Empedocle, per cui le quattro radici si muovevano in maniera non intenzionale, contrapponendogli la nozione di Dio come causa finale, che attrae a sé pur restando immobile, estendendo la concezione anassagorea del Nùs («Mente» impersonale) capace di porre ordine nel caos. Aristotele in particolare denomina entelechia la finalità immanente che ogni essere porta iscritta in se stessa, e verso cui tende ad evolversi. 
La storia della filosofia ha riscontrato invece nell'agire umano una finalità trascendente quella insita nella natura, concependolo come diretto consapevolmente al raggiungimento di fini ad essa esteriori. Alcune eccezioni come Thomas Hobbes e Baruch Spinoza hanno considerato ininfluente o erronea questa concezione dell'azione umana, ritenendola ugualmente soggetta al determinismo della natura anziché a un libero arbitrio.

### Finalità e determinismo
Anche il determinismo in ogni caso, ammettendo unicamente l'esistenza di cause efficienti, ha portato all'esclusione della possibilità di un fine.
Hobbes ad esempio, sostenendo un determinismo radicale nell'ambito della sua concezione materialistica meccanicistica, nega il libero arbitrio e la distinzione cartesiana tra intelletto e volontà; mentre Spinoza, in accordo con l'impostazione necessitarista del suo sistema, considera il libero arbitrio un'illusione causata dal fatto che gli uomini «sono consapevoli delle loro azioni e dei loro appetiti, ma ignari delle cause da cui sono determinati ad appetire qualche cosa» .
Dalla seconda metà del secolo XVIII al determinismo è stato opposto l'indeterminismo nell'àmbito della polemica tra filosofi della scienza da un lato e filosofi della coscienza dall'altro.
Kant tentò una sintesi tra queste opposte concezioni confermando la validità del principio di causalità nel campo della fisica ma affermando il criterio della libertà in riferimento alla morale.

### Finalità e indeterminismo
Analogamente l'indeterminismo ontologico, ammettendo l'esistenza del caso quale fattore di causalità nei fenomeni fisici, tende ad escludere l'esistenza di un fine intenzionale.
Alla credenza nel dominio assoluto della necessità teorizzata dal determinismo, l'indeterminismo, pur ammettendola, ne nega tuttavia la cogenza assoluta.
Col principio di indeterminazione di Heisenberg avanzato da Werner Heisenberg nel 1927 l'indeterminismo nel mondo subatomico riceve la sua ratifica scientifica, portando alla crisi del determinismo con la meccanica quantistica, che sulla base del dualismo onda-particella sostiene che nella teoria deterministica le condizioni iniziali da essa ipotizzate non si possono realizzare, poiché non è possibile definire in modo univoco in ogni istante lo stato del sistema fisico, ovvero le posizioni e i momenti assoluti delle particelle materiali corpuscolari-ondulatori che lo costituiscono.
Il filosofo della scienza Karl Popper riteneva che l'indeterminismo potesse salvaguardare la possibilità umana di scegliere liberamente le finalità del proprio agire, sostenendo l'autonomia della mente e la sua azione causale nei confronti del cervello e delle sue componenti genetiche.
(Karl R. Popper, Nuvole e orologi: il determinismo, la libertà e la razionalità, Armando Editore, 2005, p. 7)